# Cnidiocarpa physospermifolia
Cnidiocarpa physospermifolia là một loài thực vật có hoa trong họ Hoa tán. Loài này được (Albov) Pimenov mô tả khoa học đầu tiên năm 2005.